# دايفيد هيلمان
دايفيد هيلمان (بالإنجليزية: David Hillman)‏ هو مغني أوبرا بريطاني، ولد في 21 نوفمبر 1934، وتوفي في 8 أغسطس 2009 بسبب ورم الدماغ.

## وصلات خارجية
- دايفيد هيلمان على موقع IMDb (الإنجليزية)
- دايفيد هيلمان على موقع ميوزك برينز (الإنجليزية)
- دايفيد هيلمان على موقع ديسكوغز (الإنجليزية)
- دايفيد هيلمان على موقع قاعدة بيانات الفيلم (الإنجليزية)